# Helmut Mecke

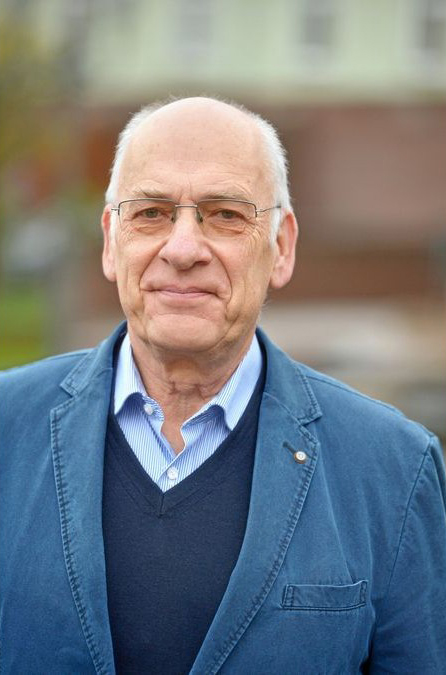
Helmut Mecke (2020)

Helmut Mecke (* 1945 in Duderstadt) ist ein deutscher Herausgeber, Drucker und Verleger.

## Leben und Wirken

### Werdegang
Helmut Mecke absolvierte von 1962 bis 1965 in der väterlichen Druckerei eine Ausbildung zum Schriftsetzer. Als Inhaber von  Mecke Druck und Verlag Duderstadt leitete er von 1970 bis 2010 in dritter Generation das Familienunternehmen. Von 2011 bis 2025 war er als Verlagsleiter bei Mecke Druck und Verlag tätig. Drei Technologieumbrüche in der Satz-, Repro- und Drucktechnik in seiner aktiven Zeit als Druckunternehmer erforderten laufend sehr hohe Investitionen in Druckereitechnik und in das 1986 erworbene Betriebsgebäude in der Christian-Blank-Straße 3.
Als Verleger legte er von 1970 bis 2025 seinen Schwerpunkt auf regionale Literatur über das Eichsfeld und Südniedersachsen. Er betreute mehrfach Bücher konzeptionell und produzierte weit mehr als 700 Buchtitel. Zeitweise war er Geschäftsführer der Elektronik Praktiker Verlagsgesellschaft (EPV) von 1984 bis 1996 und Geschäftsführer der Protech Medien GmbH von 1988 bis 1996.

### Schwerpunkte als Verleger
Von 1970 bis 1992 verlegte Mecke die Zeitschrift „Die Goldene Mark – Zeitschrift für die Heimatarbeit im Untereichsfeld“. Er war Mitinitiator der Herausgabe des Eichsfeld-Jahrbuches durch den Heimatverein Goldene Mark und den Verein für Eichsfeldische Heimatkunde (1993).  Verleger der Zeitschrift Südniedersachsen (1995 bis 2025), Drucker der Eichsfelder Heimatstimmen ab 1984, ab 1993 deren Verleger und ab 2003 Herausgeber der „Eichsfelder Heimatzeitschrift – Unser Eichsfeld in Geschichte und Gegenwart“ (EHZ) bis zur Einstellung der Zeitschrift 2021.
Helmut Mecke erschloss, komplettierte, digitalisierte und betreute 2021 das ca. 2.500 Heimat-Ansichtskarten umfassende Verlagsarchiv zur Übergabe an das Stadtarchiv Duderstadt. 2023 begann er mit der Digitalisierung der von ihm publizierten Bücher und Zeitschriften der Eichsfeldliteratur zur vorgesehenen Übergabe an die Deutsche Digitale Bibliothek.

### Engagement in Vereinen und Stiftungen
Zudem war er 40 Jahre Vorstandsmitglied des Heimatvereins Goldene Mark (Untereichsfeld) e.V. und einige Jahre auch Schriftführer und stellvertretender Vorsitzender des Vereins (1981–2018). Er war außerdem Mitbegründer des Vereins für Eichsfeldische Heimatkunde in Heiligenstadt und mehrere Jahre in dessen Beirat sowie stellvertretender Vorsitzender. Als Mitbegründer des Förderkreises Hülfensberg war er von 1994 bis 2016 in dessen Vorstand aktiv. 2004 war er Gründungsmitglied der Südniedersachsenstiftung.

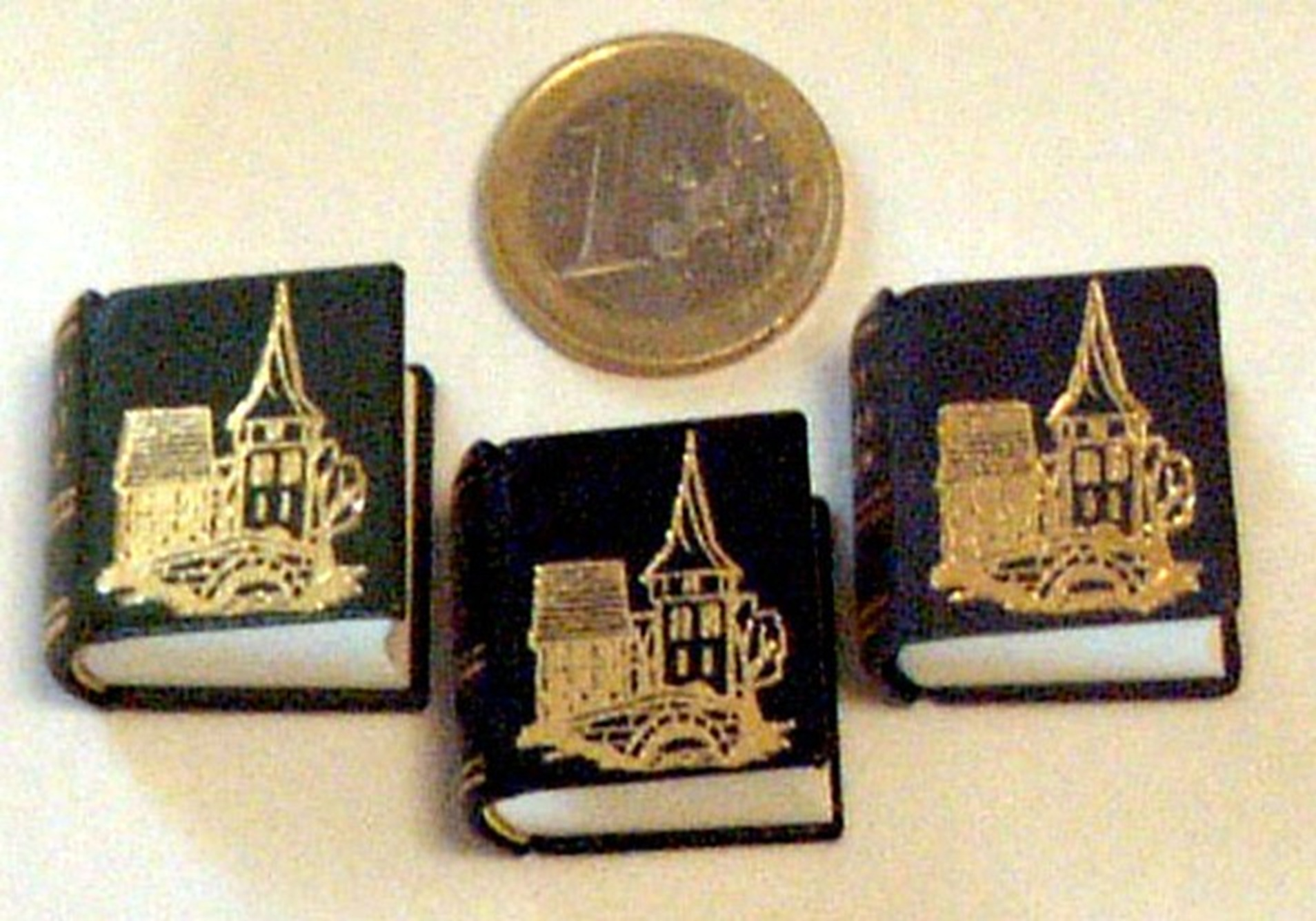
Eichsfelder Sagen – Kleinstes in Duderstadt gedrucktes Buch

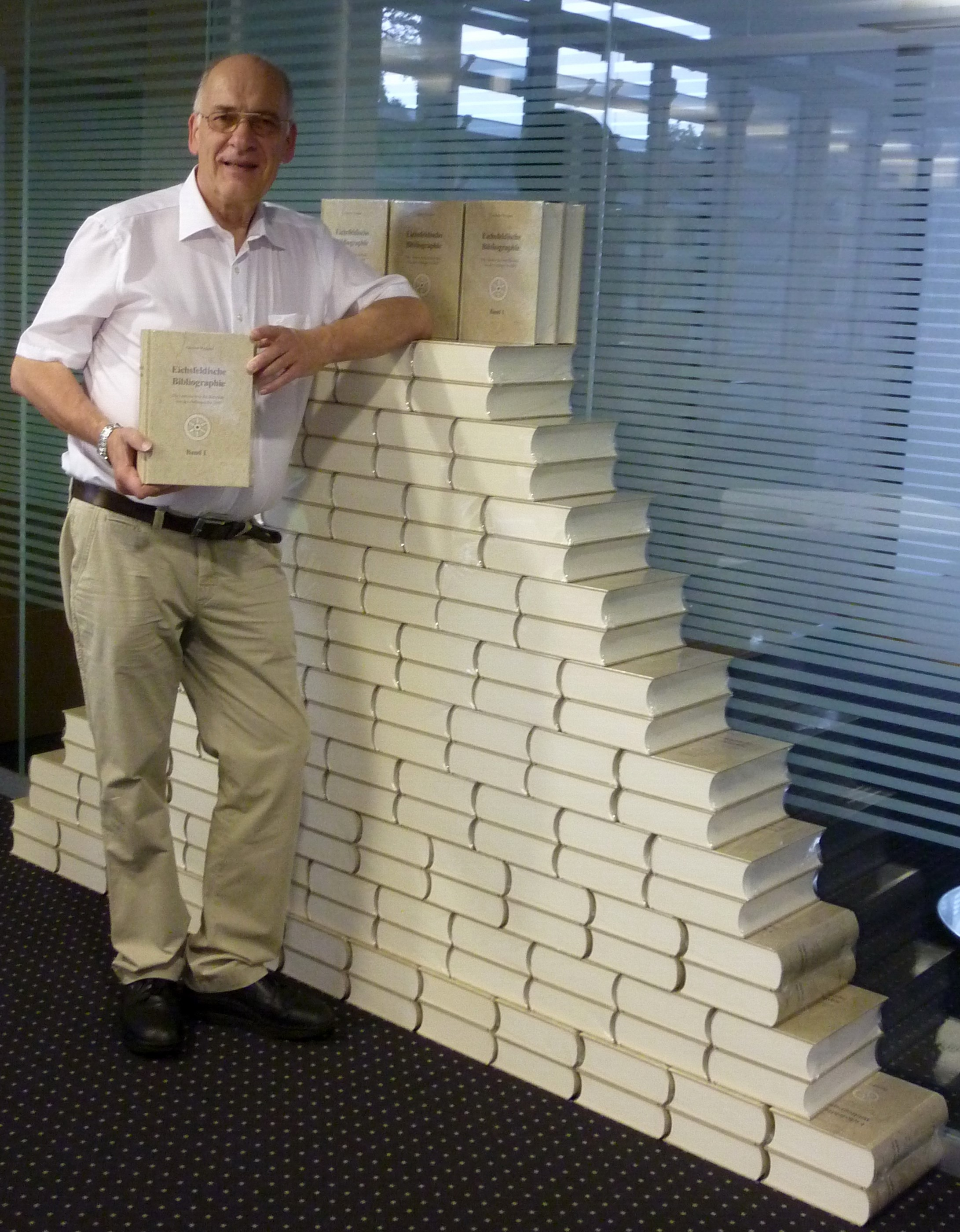
Helmut Mecke bei der Vorstellung der Eichsfeldischen Bibliographie

## Herausgeberschaft (Auswahl)
- Schönes altes Duderstadt. (1982), ISBN 978-3-923453-00-9
- Politische Geschichte des Eichsfeldes. erster und zweiter Band von Johann Wolf, (Reprint Bd. 1 von 1792 und Bd. 2 von 1793, mit Subskribentenverzeichnis 1993), ISBN 978-3-923453-48-1
- Mons adjutorii seu Salvatoris Christi. Das ist: Kurtze historische Beschreibung deß durch Wallfahrten weitberühmten im Eichßfeld gelegenen Hülffensbergs (Reprint 1996), ISBN 978-3-923453-78-8
- 100 Jahre Mecke Duderstadt – 100 Jahre im Dienste des Buches (2001), ISBN 978-3-932752-99-5
- Rund um Duderstadt – Mini Sagenbuch (2004)
- Eichsfelder Sagen – Kleinstes in Duderstadt gedrucktes Buch, Format 22 × 22 mm (2004)
- Die schönsten Eichsfelder Sagen (2005), ISBN 978-3-936617-28-3
- Urkundliche Geschichte des Geschlechts der von Hanstein im Eichsfeld, in Preußen (Provinz Sachsen), nebst Urkundenbuch und Geschlechts-Tafeln (Reprint mit Subskribentenverzeichnis 2007), ISBN 978-3-936617-39-9
- Unser schönes Eichsfeld (2000, 2. überarbeitete erweiterte Auflage 2007), ISBN 978-3-932752-59-9
- Hanstein, Ludwigstein, Teufelskanzel und das eichsfeldische Werraland (2008), ISBN 978-3-936617-83-2
- Die Schwarze Kunst im Eichsfeld – Aus der Geschichte der Druckereien in vier Jahrhunderten (2008), ISBN 978-3-936617-79-5
- Begegnungen – Menschen – Ansichten – Ereignisse in der Region Eichsfeld (2009), ISBN 978-3-86944-005-7
- spazieren gehen, wandern, einkehren, Band 1 (erste Auflage 2010, zweite Auflage 2011, dritte überarbeitete erweiterte Auflage 2014), ISBN 978-3-86944-144-3
- spazieren gehen, wandern, einkehren, Band 2 (2012), ISBN 978-3-86944-069-9
- Jahrgangsbände als E-Books der „Eichsfelder Heimatglocken“ (2013) 1923, ISBN 978-3-86944-116-0 und der illustrierten Monatsschrift „Unser Eichsfeld“ (2013) 1924, ISBN 978-3-86944-117-7 / 1925, ISBN 978-3-86944-118-4 / 1926, ISBN 978-3-86944-119-1 / 1927, ISBN 978-3-86944-120-7
- DUDERSTADT – Die liebenswerte und lebendige Fachwerkstadt in der Mitte Deutschlands (2019), ISBN 978-3-86944-170-2
- Eichsfelder Heimatzeitschrift (2003–2021), ISSN 1611-1648

## Konzeptionelle Mitarbeit bei nachfolgenden Büchern (Auswahl)
- An den Ufern der Garte (Reprint 1989), ISBN 978-3-923453-29-0
- Schönes Eichsfeld (1991, 2. Auflage 1992). Erster gesamteichsfeldischer Bildband. ISBN 978-3-923453-39-9
- Die schönsten alten Sagen – Versunkene Schätze des Eichsfeldes (1991), ISBN 978-3-923453-36-8
- Eichsfeld-Jahrbuch (ab 1993), ISSN 1610-6741
- Städte im Obereichsfeld (Sammel-Reprint mit Subskribentenverzeichnis 1994), ISBN 978-3-923453-55-9
- Die Wüstungen des Eichsfeldes (Reprint mit Subskribentenverzeichnis 1995), ISBN 978-3-923453-70-2
- Das kurmainzische Fürstentum Eichsfeld im Ablauf seiner Geschichte, seine Wirtschaft und seine Menschen 897 bis 1933. Erweitert bis 1963 (mit Subskribentenverzeichnis 1996), ISBN 978-3-923453-77-1
- Teistungenburg. Geschichte – Landschaft – Sehenswertes (1997), ISBN 978-3-932752-00-1
- Duderstadt - Eine Stadt mit Charme (1998), ISBN 978-3-932752-24-7
- Das ehemalige Zisterzienserinnenkloster Beuren im Eichsfeld (1998), ISBN 978-3-932752-20-9
- Die schönsten Wanderungen im Eichsfeld (1998), ISBN 978-3-932752-51-3
- Aus der Geschichte des ehemaligen Zisterzienserinnenklosters Teistungenburg (1999), ISBN 978-3-932752-39-1
- 50 Jahre Heimatverein Goldene Mark (Untereichsfeld) e.V. (2000), ISBN 978-3-932752-61-2
- Unser schönes Eichsfeld (2000), ISBN 978-3-932752-59-9
- Heinrich Werner – Komponist von Goethes Heidenröslein (2000), ISBN 978-3-932752-62-9
- Worbis – Stadt der Wipperquellen (2001), ISBN 978-3-932752-72-8
- Stadtführer von Duderstadt mit Stilkunde der Fachwerkhäuser (2002), 9783932752896
- Die Stiftung des Johannes Koch von 1702 (mit Subskribentenverzeichnis 2002), ISBN 978-3-932752-94-0
- Erlebnisse an der Grenze im Harz – Ein Zollbeamter erinnert sich (2003), ISBN 978-3-936617-05-4
- Aus der Geschichte des eichsfeldischen Dorfes Wilbich (2004), ISBN 978-3-936617-18-4
- Reifensteiner Rezepte – Rezeptsammlungen der Wirtschaftlichen Frauenschule in Reifenstein (Reprint 2005), ISBN 978-3-936617-45-0
- Die Kirchen im Eichsfeld – Kirchen- und Kunstführer (erste Auflage 2005, zweite überarbeitete erweiterte Auflage 2011), ISBN 978-3-936617-92-4
- Etzelsbach – Wallfahrtsort des Papstes (2011), ISBN 978-3-86944-037-8
- „Die Herzen sind einander zugewandt“ – Papst Benedikt XVI. im Eichsfeld (2012), ISBN 978-3-86944-062-0
- „Mein Duderstadt am Brehmestrand . . .“ (2012), ISBN 978-3-86944-042-2
- Die Propsteikirche St. Cyriakus in Duderstadt und die Filialkirchen (2012), ISBN 978-3-86944-058-3
- Eichsfeldische Bibliographie – Die Literatur über das Eichsfeld von den Anfängen bis 2008 (mit Subskribentenverzeichnis 2015), ISBN 978-3-86944-150-4

## Auszeichnungen
- Auszeichnung für Verdienste um das Eichsfeld mit der Ehrennadel in Gold des „Bundes der Eichsfelder Vereine in der Fremde“ (2010).
- Ehrenmitglied des Heimatvereins „Goldene Mark“ (Untereichsfeld) e.V. (2021).[4]
- Verleihung der Ehrengabe des Vereins für Eichsfeldische Heimatkunde (2023).[5]